# PAOK BC
O PAOK BC (grego:Π.Α.Ο.Κ. Κ.Α.Ε.), conhecido em competições continentais como PAOK Tessalônica, é o departamento de basquetebol pertencente ao clube multi-desportivo PAOK (Panthessalonikios Athlitikos Omilos Konstantinopoliton), originalmente fundado em 1926 na cidade de Tessalônica. O departamento foi fundado por Alekos Alexiadis, membro do conselho diretor do clube e entusiasta da modalidade que foi motivado pela abertura da Associação Cristã de Moços na cidade.
O clube que hoje está relegado às ligas europeias menores, obteve seus melhores resultados nos anos 90 com a conquista da Liga Grega na temporada 1991-92 após 32 anos de jejum, a Copa da Grécia em 1994-95 (quebrando jejum de 10 anos sem títulos) e 1998-99, o terceiro lugar na Euroliga 1991-92 após perder nas semifinais para o Benneton Treviso e por fim os títulos continentais da FIBA Copa Saporta de 1990-91 e da FIBA Copa Korać de 1993-94.
Grandes nomes passaram pelas fileiras do PAOK BC durante a sua história como o destacado sérvio Predrag Stojaković, Panagiotis Fasoulas, Nikos Stavropoulos, Rasho Nesterovič, Walter Berry e Dejan Tomašević.